# Rippertjiep
Rippertjiep (Engels: Reepicheep), leider van de sprekende muizen, is een personage uit De Kronieken van Narnia door C.S. Lewis. 
Rippertjiep is een dappere muis, leider van de twaalf muizen. Zij zijn Sprekende Muizen die afstammen van de muizen die Aslans touwen hadden doorgeknaagd toen hij door de Witte Heks werd gedood op de Stenen Tafel. Hij is ongeveer 30 centimeter hoog, staat op zijn achterpoten, en draagt een degen bij zich. Hij is erg dapper en heeft er een grote hekel aan te worden geknuffeld, grappig of schattig te worden gevonden, daar dit aan dit imago afdoet. Hij laat zich makkelijk provoceren, zo springt hij bijvoorbeeld overboord omdat hij meent dat de koning van het onderwatervolk in de Laatste Zee hem uitdaagt.

## Prins Caspian
Caspian komt hem voor het eerst tegen als hij wordt voorgesteld aan alle soorten sprekende wezens, die Narnia nog bevolken. Eigenlijk moet hij om hem lachen.
Tijdens de strijd die volgt met de troepen van Miraz, blijken Rippertjiep en zijn muizen dappere krijgers te zijn, die hun vijanden in de voeten steken, zodat ze vallen. Rippertjiep raakt zwaargewond, maar wordt door de toverdrank van Lucy genezen. Alleen groeit zijn staart niet aan, maar Aslan brengt deze op verzoek van Rippertjiep weer op zijn plaats.

## De reis van het drakenschip
Tijdens de reis op het drakenschip gaat Rippertjiep met Caspian mee, om de Zeven Grote Edelen van Narnia te zoeken. Hij wordt daar beschreven als zeventig centimeter hoog, hij is blijkbaar gegroeid, zwart, met een smalle gouden band op zijn hoofd, met daarin een rode veer gestoken en met een lange degen om zijn middel.
Als Edmund, Lucy en Eustaas aan boord komen, komt hij naar hen toelopen, waarop Eustaas gelijk een hekel aan hem krijgt. Lucy wilde hem graag knuffelen, maar weet dat hem dat dodelijk beledigt.
Tijden de reis van het Drakenschip wordt Rippertjiep gevangengenomen, hij zoekt ruzie met Eustaas, maar troost ook Eustaas als hij in een draak is veranderd. Uiteindelijk gaat hij met Edmund, Lucy en Eustaas mee, die de opdracht van Aslan hebben gekregen om het Drakenschip en Caspian te verlaten.
Rippertjiep wil met hen naar het einde van de wereld varen, en die daar verlaten om zo de drie Edelen, die op het eiland van Ramandoe slapen, te redden. Bovendien verlangt hij vurig naar een ontmoeting met Aslan. Hij verlaat hen en stapt in een klein bootje, om via een vaststaande golf het Land van Aslan binnen te varen. Er wordt tijdens het bestaan van Narnia nooit meer iets van hem vernomen.

## Het laatste gevecht
In het laatste gevecht speelt Rippertjiep een kleine rol. Hij is in het nieuwe Narnia waar hij bij de poort van de tuin staat, waar de helden van Narnia wonen. Hij ontvangt een groep onder leiding van Peter.